# Estanislao Struway
Estanislao Struway Samaniego (Itá, 1968. június 25. –) paraguayi válogatott labdarúgó.

## Sikerei, díjai
- Cerro Porteño
  - Paraguayi bajnok: 1990, 1992, 2001
- Sporting Cristal
  - Perui bajnok: 1996
- Coritiba FBC
  - Campeonato Paranaense: 1999
- Club Libertado
  - Paraguayi bajnok: 2002, 2003